# Kronen Zeitung
Kronen Zeitung, i daglig tale omtalt som Krone, er Østrigs største avis med et dagligt oplag på mere end 800.000. Den blev grundlagt i år 1900 og præges af korte artikler skrevet i et enkelt sprog. Avisens hovedredaktion ligger i Wien.
1. ↑  Navnet er anført på bokmål og stammer fra Wikidata hvor navnet endnu ikke findes på dansk.